# Жук Юрій Володимирович
Ю́рій Володи́мирович Жу́к (4 травня 1998, Томашгород, Рівненська область, Україна — 10 січня 2023, Соледар, Донецька область, Україна) — український військовослужбовець, учасник російсько-української війни, нагороджений орденом «За мужність» ІІІ ступеня.

## Життєпис
Юрій Володимирович народився в селі Томашгород, Сарненського району Рівненської області.
З 2004 по 2013 навчався в місцевій школі. Після закінчення дев'яти класів вступив до Сарненського вищого професійного училища, де навчався до 2018 року, здобувши професію слюсаря з ремонту автомобілів.
У перший день повномасштабної війни він повернувся додому з Києва, де працював на будівництві, і наступного дня звернувся до військкомату, бажаючи вступити до лав ЗСУ. Проте йому відмовили.
3 червня він знову пішов до військкомату і 26 червня 2022 року прибув на навчання в Кам'янець-Подільський, в інженерні війська, де навчали працювати з «БАТ-2». Через місяць після навчання він потрапив у військову частину NA 4350, 46-ї окремої аеромобільної бригади, 9-го батальйону, 2-го взводу.
10 січня 2023 року на околицях Соледару Донецької області внаслідок вогневого контакту з ворогом загинув від численних осколкових та кульових поранень.

## Нагороди
- Орден «За мужність»  ІІІ ступеня[2].